# Batea campi
Batea campi är en kräftdjursart som först beskrevs av Ortiz 1991.  Batea campi ingår i släktet Batea och familjen Bateidae. Inga underarter finns listade i Catalogue of Life.